# Vương Pháp Tuệ
Vương Pháp Tuệ (tiếng Trung: 王法慧, 360 - 380), nguyên quán ở huyện Tấn Dương, quận Thái Nguyên, là hoàng hậu dưới thời Tấn Hiếu Vũ Đế, là cháu gái của Ai Tĩnh Hoàng hậu Vương Mục Chi.
Cha của Vương Pháp Tuệ là Vương Uẩn, làm quan dưới thời Đông Tấn với các chức vụ: Thượng thư tả phó xạ, Tán kỵ thường thị, Hội Kê nội sử. Sau khi bà được lập làm Hoàng hậu, cha của bà được truy tặng làm Tả Quang Lộc đại phu, mẹ Lưu thị được phong làm Bình Hương quân, huynh trưởng Vương Cung làm Tiền tướng quân, Duyện, Thanh hai châu thứ sử, được tể tướng Tạ An xem trọng.
Năm 375, bà được Hiếu Vũ Đế Tư Mã Diệu lập làm hoàng hậu. Vương Pháp Tuệ thích uống rượu, thô lỗ, cử chỉ không đoan chính. Hiếu Vũ Đế cho gọi Vương Uẩn đến Đông Đường, nhắc tới lỗi của Vương Pháp Tuệ. Vương Uẩn bèn xin từ quan tạ lỗi. Vương Pháp Tuệ vì thế mới thay đổi tốt hơn.
Năm 380, Vương Pháp Tuệ mắc bệnh qua đời. Táng với Long Bình Lăng, thụy "Hiếu Vũ Định Hoàng hậu".